# Raúl Zurita
Raúl Armando Zurita Canessa (Santiago, 10 de enero de 1950), conocido como Raúl Zurita, es un poeta chileno de ascendencia italiana. Ha obtenido el Premio Reina Sofía de Poesía Iberoamericana 2020, Premio Nacional de Literatura 2000 y Premio Iberoamericano de Poesía Pablo Neruda 2016.

## Biografía
Hijo de Raúl Armando Zurita Inostroza y la italiana Ana Canessa Pessolo, el italiano fue prácticamente su primera lengua. Su padre falleció a los 31 años, cuando el futuro poeta tenía solo dos años de edad y su hermana Ana María solo tres meses. Se hizo secretaria para sustentar a la familia, mientras que los niños quedaron al cuidado de su abuela Josefina, que le relataba distintos pasajes de La divina comedia. Fue así como el gran poema de Dante se convirtió en la primera obra literaria a través de la cual miró el mundo, emergiendo después «de distintos modos en las imágenes y temas que Raúl estaba destinado a escribir».
Sobre su infancia y su madre, recuerda: «Mi mamá era una señora que llegó de Italia a los 15 años, que se casó y de repente se vio sola, con dos niños pequeños, con una madre, y debió salir a ganarse la vida como secretaria. La amenaza era siempre la miseria. El de mi infancia fue un mundo de mucha pobreza, pero de una pobreza no proletaria. Se suponía que teníamos unas casas en Iquique, heredadas de un bisabuelo naviero que las había comprado en los tiempos del salitre, pero cuando ellas llegaron el salitre se había ido al diablo y no valía nada. Era una pobreza ilustrada, y bien pobre. De pronto aparecía el italiano de la esquina cobrando lo que mi abuela había fiado en el almacén. Ella despreciaba Chile. Lo encontraba miserable. Los otros italianos que habían llegado se hacían ricos, mientras mi abuela los consideraba ordinarios. Mi papá murió a los 31 años. Estudió ingeniería y muy luego enfermó de pleuresía. Mi abuela se opuso terminantemente a que mi mamá se casara con él, porque era un uomo malato, un hombre enfermo. Y fue tal cual. Se murió tres años más tarde. Mi abuela enviudó dos días después».
De su abuela Josefina, dice además: «Fue una persona absolutamente nostálgica de Italia. Siempre le pareció que el país al que había llegado era una miseria. Nunca aprendió a hablar bien castellano. Y la forma que tenía, yo creo, de luchar contra su nostalgia era hablarnos permanentemente de Italia, a mí y a mi hermana cuando éramos niños. Hablaba de sus músicos, de Verdi, de Miguel Ángel, de Da Vinci, pero el que más aparecía era Dante. Nos contaba cuentos, y esos cuentos siempre tenían que ver con La Divina Comedia. sobre todo del infierno que se sabía de memoria. Entonces, para mí, La Divina Comedia nunca ha sido algo intelectual, ha sido una cosa biográfica, de vida, porque yo amaba a mi abuela. Nunca me pude sacar ese libro de encima, y cuando comencé a escribir empezó a aparecer la voz de mi abuela contándome sus cuentos, sus historias de Francesca y Paolo de Rímini, del conde Ugolino».
Zurita estudió en el Liceo Lastarria y posteriormente en la Universidad Técnica Federico Santa María de Valparaíso, donde estudió Ingeniería Civil en Estructuras. Fue en esa época de estudiante que ingresó en el Partido Comunista, en el que sigue militando.
Hacia el año 1970 compartió la bohemia literaria porteña con Juan Luis Martínez, Eduardo Embry y Juan Cameron, entre otros.
Zurita se casó a los 20 años con la artista visual Miriam Martínez Holger, hermana de su amigo poeta Juan Luis Martínez. La pareja tuvo tres hijos: Iván (n. 1971, arquitecto), Sileba (1973, artista visual) y Gaspar (1974, cineasta que vive en París). Poco después del nacimiento de este último, el matrimonio se rompió.

### El golpe militar y la dictadura
A las 6 de la mañana del 11 de septiembre de 1973, día en que se produjo el golpe de Estado encabezado por Augusto Pinochet, cuando se dirigía a desayunar a la universidad, una patrulla militar detuvo a Zurita.
Su primer destino fue el Estadio Playa Ancha, de Valparaíso. Cuatro días después, y por los veintiuno que siguieron, estuvo preso en las bodegas del carguero «Maipo», junto a 800 personas, en un espacio con capacidad para unas 50 personas, en donde fue torturado.
Después de quedar en libertad, trató de encontrar un trabajo que le permitiese cumplir sus responsabilidades:

Mi mejor trabajo fue como vendedor máquinas de contabilidad y demostró que no soy buen vendedor. Sobreviví años robando libros caros, de arquitectura o medicina, para venderlos. Hasta que fui descubierto. En 1979, cuando salió mi primer libro, Purgatorio, yo podía verlo en las vitrinas de todas las librerías de Santiago. Pero no podía entrar a ninguna. El acuerdo para no mandarme preso me prohibía ingresar a cualquier librería y quedé fichado en todas
Verás un mar de piedras, Fondo de Cultura Económica, México, 2017

En el intertanto, realizó diversas acciones artísticas que pretendían integrar y ampliar de forma crítica y creativa las diferentes concepciones de arte y vida.
En esa época creó el grupo CADA (Colectivo de Acciones de Arte), donde participó junto al sociólogo Fernando Balcells, y los artistas Lotty Rosenfeld, Juan Castillo y Diamela Eltit, quienes basaban su postura artística en el uso de la ciudad como un espacio de creación.
Con Eltit, a quien conoció en 1974, formó una relación que duró 10 años y tuvo un hijo, Felipe (músico).

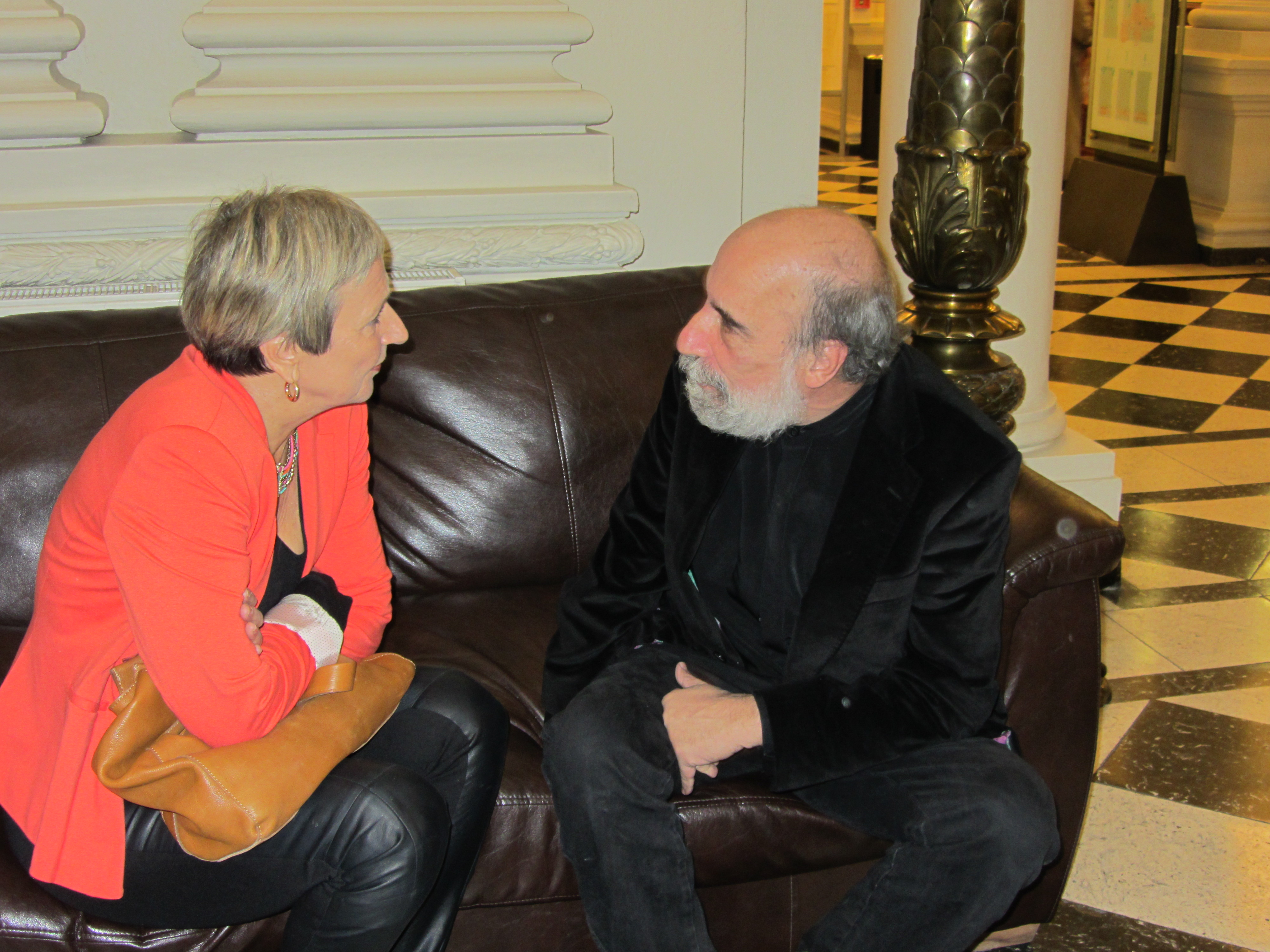
Zurita con la escritora y traductora francesa radicada en México Fabienne Badru, 2013.

Zurita realizó variadas acciones utilizando su cuerpo como medio de expresión, con los que el poeta «quería expresar la impotencia frente a la realidad y la necesidad de decir sin palabras».
Su primer libro, Purgatorio (1979; alusión a Dante), «desconcertó tanto a lectores como a críticos de la época» por su originalidad y fue aclamado por la crítica. La portada era una foto en blanco y negro de la cicatriz que había dejado al poeta una autoquemadura que se había hecho en su mejilla. Este poemario fue, según explica Memoria Chilena, «el primer paso de un proyecto de restituir la vida del autor —su mente, su cuerpo, su martirio— en la poesía». Antes de esto había publicado en revistas universitarias como Quijada, de su alma mater, y Manuscritos (Departamento de Estudios Humanísticos de la Universidad de Chile), que dirigía Cristián Huneeus.
En marzo del año siguiente el poeta intentó cegarse vertiendo amoníaco sobre sus ojos. Inspirado por unas fotografías que su entonces pareja Diamela Eltit se había sacado mostrando unas heridas y quemaduras sobre su cuerpo, Zurita decidió realizar ese acto en medio de un proceso que describió como «una competencia en el daño, en cuál de los dos llegaría más lejos en esa furia mutua que incluía la autodestrucción». El acto no dio resultado y tras recibir atención médica logró conservar su visión.
El segundo salió tres años más tarde y se llamaba Anteparaíso. Según Rodrigo Cánovas, autor de Lihn, Zurita, Ictus, Radrigán: literatura chilena y experiencia autoritaria, este libro, así como el anterior, «representa una liberación de los códigos represivos que a través de la historia han tratado de subyugar al lenguaje».
El 2 de junio de 1982, su obra creativa dio un nuevo paso con el poema La vida nueva, escrito en los cielos de Nueva York, mediante cinco aviones que trazaban las letras con humo blanco y las cuales se recortaban contra el azul del cielo. Esta creación estaba compuesta por quince frases de 7 a 9 kilómetros de largo cada una, en español. El trabajo fue registrado en vídeo por el artista Juan Downey. En octubre de 2012, el compositor Javier Farías presentó en Nueva York, la pieza coral Cantos de vida nueva, basada en ese poema de Zurita.
Otra acción artística consistió en plasmar en el desierto de Chile la frase «Ni pena ni miedo» (24°02′16″S 70°26′24″O / -24.037724, -70.440034), en 1993, cuya fotografía cierra el libro La vida nueva y que por su extensión, 3140 metros, solo puede ser leída desde lo alto. Con estas iniciativas intentó sobrepasar el concepto tradicional de literatura, acercándose al de arte total.
Entre 1979 y 2016 Zurita escribió la trilogía Purgatorio (1979), Anteparaíso (1982) y La vida nueva, cuya versión final se publicó en 2018, en la que recorrió paisajes como desiertos, playas, cordilleras, pastizales y ríos. Estas obras están consideradas junto a Canto a su amor desaparecido (1985), INRI (2003) y Zurita (2011) entre las más importantes de su producción.

### En democracia

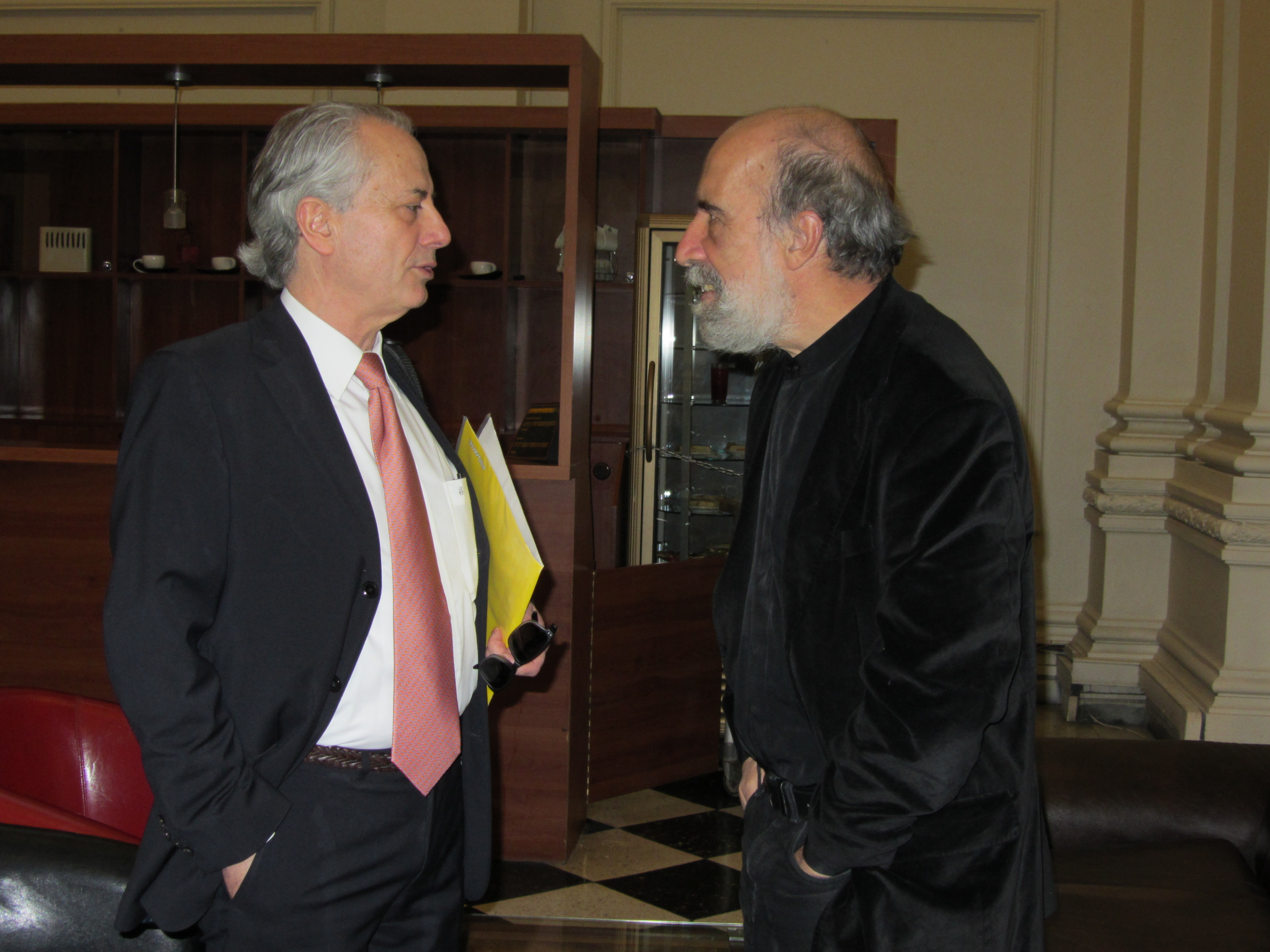
Zurita con el hijo mayor de Gonzalo Rojas, Rodrigo Tomás; abril de 2013.

Bajo el gobierno de Patricio Aylwin, fue nombrado en 1990 agregado cultural en Roma. Por estos años comenzó a manifestarse su enfermedad de Parkinson; en 2019 se sometió exitosamente en Milán, Italia, a la operación de Estimulación Cerebral Profunda (DBS) que aminoró en gran parte los síntomas de la enfermedad.
En 2000 recibió el Premio Nacional de Literatura de Chile. 
En 2002, estando en Berlín gracias a una beca de la DAAD, con una sensación de vacío que le llegó a provocar la idea del suicidio, después de sumarse por inercia a una manifestación contra George W. Bush, comenzó su monumental libro (más de 750 páginas) Zurita (definido como «suma autobiográfica» por Patricio Fernández, director de The Clinic), adelanto del que iría sacando a partir de 2006 hasta la publicación definitiva en 2011. En 2001 se separó de quien fuera su tercera pareja, Amparo Mardones Viviani, tras una relación de 15 años. A su regreso de Berlín, en 2002, conoció a Paulina Wendt, Doctora en Literatura y una colega de la universidad en la que hacía clases, con quien se emparejó ese mismo año y luego se casó en 2009 y a quien están dedicados todos sus libros publicados después de 2000. La dedicatoria de Zurita dice: «A Paulina Wendt con quien moriré».
Antes, a mediados de 2007 apareció Los países muertos, libro que provocó una fuerte polémica debido a que en él se mencionan varios personajes del quehacer cultural chileno. A fines de ese mismo año, publica en México Las ciudades de agua, y al siguiente Cinco fragmentos. Zurita fue un gran fumador, pero dejó el cigarrillo en 2008, cuando su Parkinson estaba más avanzado.
En 2009 y 2010 continuó sacando fragmentos de Zurita, donde pretendía cerrar el ciclo de Purgatorio creando al mismo tiempo un intertexto con su obra de cabecera, La divina comedia, que para entonces estaba traduciendo.

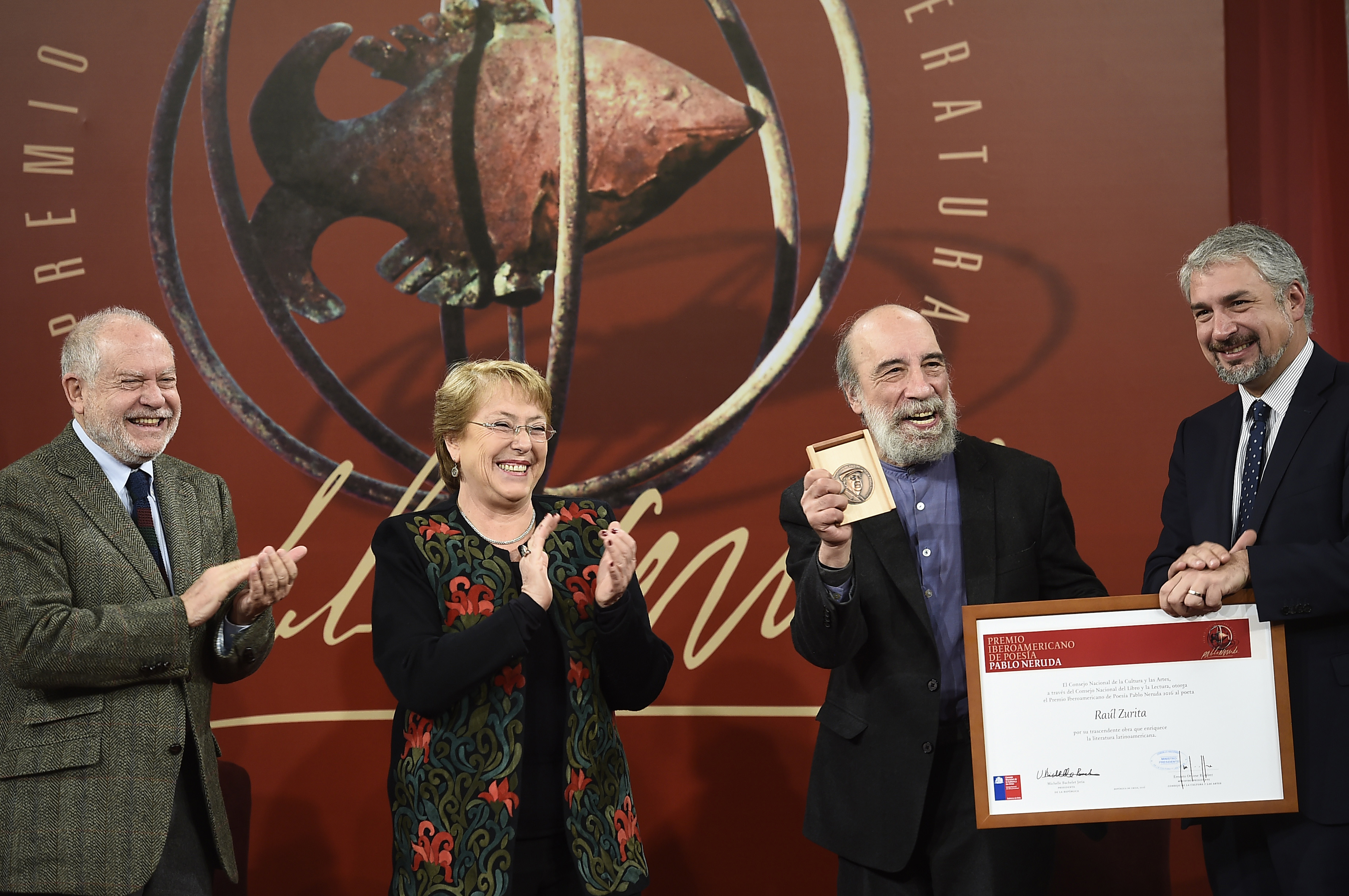
Zurita recibiendo el Premio Iberoamericano de Poesía Pablo Neruda en julio de 2016, en manos de la presidenta Michelle Bachelet y el ministro Ernesto Ottone.

Zurita ha sido profesor visitante en las universidades Tufts, California, Harvard; actualmente enseña en la Universidad Diego Portales.
Numerosos investigadores han dedicado tesis a su escritura poética, como el francés Benoît Santini (Le discours poétique de Raúl Zurita: entre silence et engagement manifeste dans le Chili des années 1975-2000, 2008). Se han dedicado varios publicaciones como zuritax60 (Mago,2010), Raúl Zurita: Alegoría de la Desolación y la Esperanza (Visor, 2016). Fronteras, límites, intercambios en la obra de Raúl Zurita (Presses Universitaires de Midi, 2019) y coloquios internacionales a su obra en Francia, España y Chile. En 2017 la Colección Archivos de la Universidad de Poitiers, Francia, dedica dos volúmenes al estudio crítico de su obra.
El 4 de mayo de 2013 fue uno de los fundadores del movimiento Marca AC, que buscaba redactar una nueva Constitución Política para Chile mediante el establecimiento de una asamblea constituyente.
En 5 de marzo de 2015 fue reconocido como doctor honoris causa por la Universidad de Alicante y el 6 de noviembre del mismo año, por la Universidad Técnica Federico Santa María. Además es doctor honoris causa de la Universidad de la Frontera (Temuco) y profesor emérito de la Universidad Diego Portales. La Biblioteca Virtual Miguel de Cervantes inauguró en 2015 su biblioteca de autor.
Recibió el Premio Iberoamericano de Poesía Pablo Neruda en 2016. También, el Premio Iberoamericano de Creación Literaria José Donoso de la Universidad de Talca y el Asan World Prize en India, entre otros. 
Libros y selecciones de sus poemas han sido traducidos al inglés, alemán, francés, árabe, bengalí, chino, italiano, ruso, noruego, neerlandés, hindi, esloveno y griego, entre otras lenguas. En 2019 se estrenó el documental sobre su vida y obra Zurita, Verás No Ver de la cineasta Alejandra Carmona. Ese mismo año fue postulado por académicos de distintos países del mundo al Premio Nobel de Literatura.

### Acercamiento a la música

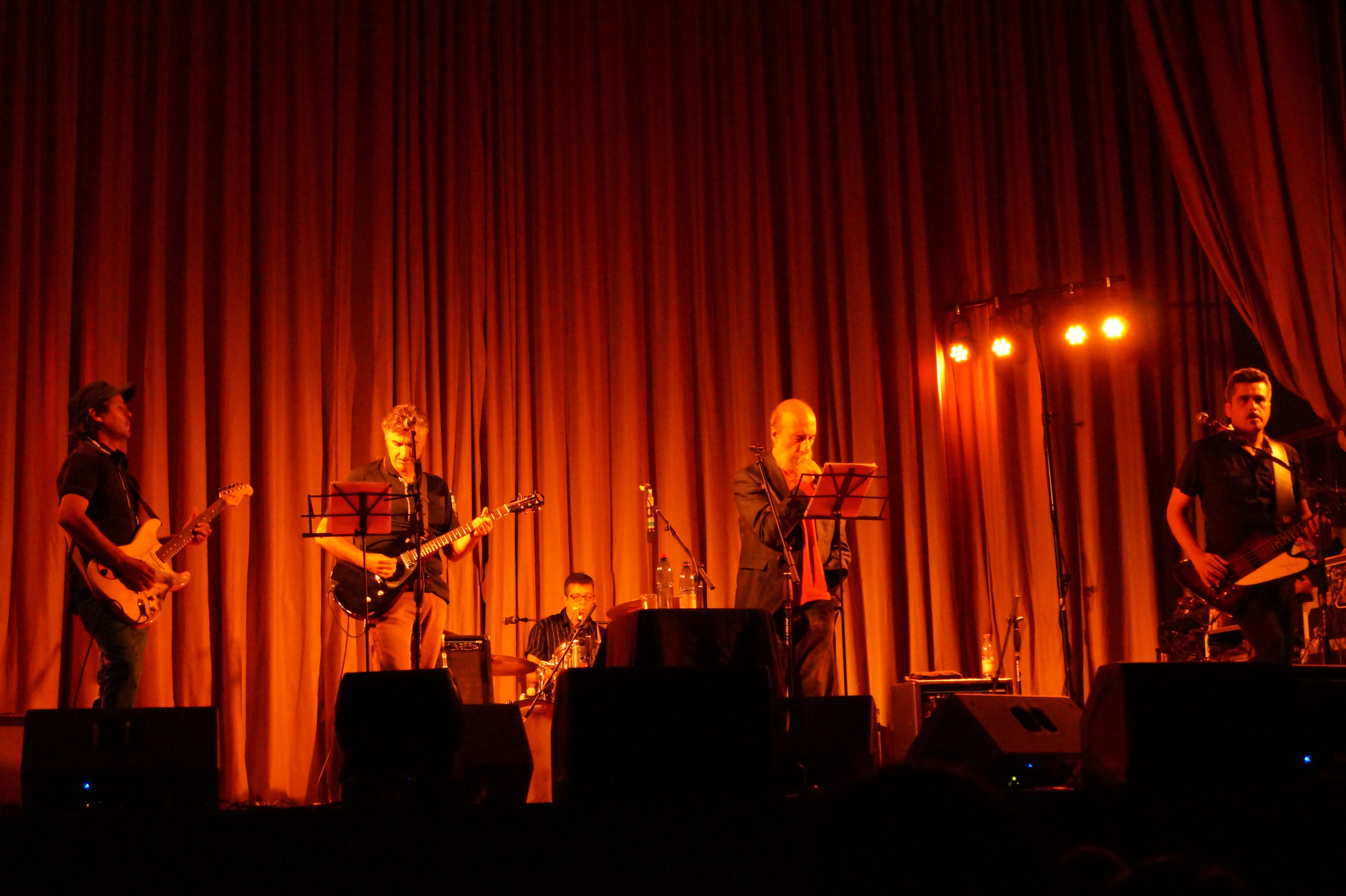
Presentación de Raúl Zurita y González y Los Asistentes, Aula Magna de la Universidad de Valparaíso, 2017.

Desde 2008 Zurita comenzó a reunirse con la banda González y Los Asistentes, liderada por el poeta y músico Gonzalo Henríquez, para componer música a partir de poemas recitados. De este trabajo conjunto surgió el álbum Desiertos de amor (2011), que han presentado en directo en diversos recitales en Chile y Argentina.
En julio del año 2014 participó además en el concierto del trigésimo aniversario de la banda chilena Electrodomésticos, recitando en el escenario la letra de la canción Yo la quería perteneciente al álbum ¡Viva Chile! de 1986.

## Obras

### Poesía
- 1979: Purgatorio, Editorial Universitaria, Santiago (en España: Visor, 2010); descargable desde el portal Memoria Chilena.
- 1982: Anteparaíso, Editores Asociados, Santiago (en España: Visor, 1996, edición revisada; en Estados Unidos la University of California Press sacó una edición bilingüe en 1986, trd: Jack Schmitt); descargable desde el portal Memoria Chilena.
- 1984: El paraíso está vacío, Mario Fonseca Editor, Santiago.
- 1985: Canto a su amor desaparecido, Universitaria, Santiago; descargable desde el portal Memoria Chilena (reeditado por Ediciones UDP en 2019, con prólogo de la escritora argentina María Moreno).
- 1987: El amor de Chile, Montt Palumbo, Santiago; descargable desde el portal Memoria Chilena.
- 1990: Selección de poemas, Eds. Universidad de la Frontera, Temuco.
- 1994: La vida nueva, Universitaria, Santiago.
- 1997: Canto de los ríos que se aman, Universitaria, Santiago.
- 2000: Poemas militantes, Dolmen Ediciones, Santiago.
- 2003: INRI, Fondo de Cultura Económica, Santiago (Visor, 2004; Casa de las Américas, La Habana, 2006).
- 2004: Mi mejilla es el cielo estrellado, prólogos y selección de Jacobo Sefamí y Alejandro Tarrab, Instituto Coahuilense de Cultura, Editorial Aldus, Fondo Nacional para la Cultura y las Artes, Saltillo, Coahuila.
- 2004: Poemas, antología, Codex, Publicaciones del Centro de Estudios de América Latina, India.
- 2005: Tu vida derrumbándose, Eloísa Cartonera, Buenos Aires.
- 2005: Mis amigos creen, Editorial Lunes, Costa Rica.
- 2006: Los países muertos, Ediciones Tácitas, Santiago.
- 2006: LVN. El país de tablas, Ediciones Monte Carmelo, México.
- 2007: Poemas de amor, selección de Sergio Ojeda Barías; Mago Editores, Santiago.
- 2007: Las ciudades de agua, Ediciones Era / Universidad de las Américas, México.
- 2008: In memoriam, Ediciones Tácitas, Chile.
- 2008: Cinco fragmentos (adelanto de Zurita), Animita Cartonera, Santiago.
- 2009: Cuadernos de guerra, (adelanto de Zurita), Ediciones Tácitas, Santiago (en España: Amargord, Madrid, 2009).
- 2009: Saber morir. Conversaciones con Ilan Stavans, Ediciones UDP, Santiago.
- 2009: Poemas 1979-2008, antología, Ventana Abierta Ediciones, Chile.
- 2010: Sueños para Kurosawa, (adelanto de Zurita), Pen Press.
- 2011: Zurita, Ediciones UDP, Santiago (en España: Delirio. Salamanca, 2012; en México: Aldus, México D.F., 2012).
- 2014: ¿Qué es el Paraíso?, antología, selección y prólogo del poeta Rafael Rubio, Ediciones Tácitas, Chile.
- 2015: Tu vida rompiéndose, antología personal, Editorial Lumen, Santiago / Barcelona.
- 2017: Obra poética 1979-1994. Edición de Benoit Santini, 2 t. Colección Archivos de la Universidad de Poitiers.
- 2017: Verás, antología, selección y prólogo del poeta Héctor Hernández Montecinos, Ediciones Biblioteca Nacional, Chile
- 2018: La vida nueva, versión final, Editorial Lumen, Santiago / Barcelona.
- 2019: Verás cielos en fuga, Ediciones Uniandes, Bogotá.

### Novela
- 1999: El día más blanco, relato autobiográfico; Aguilar, Santiago; revisado por el autor en la edición de Literatura Random House, Santiago 2015.
- 2021: Sobre la noche el cielo y al final el mar, novela; Literatura Random House.

### Cuentos
- 2013: Nuevas ficciones, relatos, LOM Ediciones, Santiago.

### Ensayo
- 1983: Literatura, lenguaje y sociedad (1973-1983), ensayo, CENECA, Santiago.
- 2000: Sobre el amor, el sufrimiento y el nuevo milenio, ensayo, Editorial Andrés Bello, Santiago.
- 2006: Los poemas muertos, ensayos, Libros del Umbral, México.
- 2023: Ensayos reunidos. Random House. Barcelona.

### Discografía
- 2011: Desiertos de amor (con González y Los Asistentes).

## Libros de Zurita traducidos
- Skjaersild, edición noruega, traducción de Pedro Carmona.- Álvarez, Kolon Forlag, Oslo, 2020.
- 20Zurita Cuattro Poemi, edición bilingüe-italiano castellano, traducción de Alberto Masala, Valigie Rosse, Bologna, 2020.
- Raúl dit is geem droom, dit is de zee, edición bilingüe-neerlandés castellano, traducción de Lisa Tunnissen, Azul Press, Ámsterdam, 2019.
- Anteparadise, edición bilingüe-francés castellano, traducción de Laëtitia Boussard y Benoit Santini, Classiques Garnier, París, 2019.
- Dalec Stran, edición bilingüe-estonio castellano, traducción de Janina Kos, Estonia, 2017.
- Sky Below, Selected Works, edición bilingüe-inglés castellano, traducción de Anna Deeny Morales, Northwestern University Press, Evanstone, IIlinois, 2017.
- Poemas. Una antología, edición bilingüe-griego castellano, traducción de Stelios Hourmouziades y Natasa Lambrou, Ediciones Gavrielides, Atenas, 2017.
- Chant à son amour disparu, edición bilingüe-francés castellano, traducción de Patricio García, Carole Risler y Sofía le Foulon, L'Harmattan, París, 2015.
- The Country of Planks, traducción de Daniel Borzutzky, Action Books Press, Chicago, 2015.
- The sea, traducción china, The Chinese University Press, 2013
- Dreams for Kurosawa, edición bilingüe inglés-castellano, traducción de Anna Deeny Morales, House Press, Chicago, 2012.
- Die Wasserstädte, edición bilingüe alemán-castellano, traducción de Liliana Bizama y Stephanie Fleischmann, Trafo Verlag, Berlín, 2012.
- Purgatorio, edición bilingüe italiano-castellano, traducción al italiano de Claudio Cinti, Raffaelli Editori, Rimini, 2009.
- Purgatory, edición bilingüe inglés-castellano, traducción de Anna Deeny Morales, University of California Press, Berkeley, 2009.
- Song for His Disappeared Love, traducción de Daniel Borzutzky, Action Books Press, Chicago, 2009.
- INRI, traducción al inglés de William Rowe, Marick Press, Míchigan, 2009.
- Poems for Peace, edición coreano-castellano, traducción de Jo Kyun Kim, Minusa, Seúl, 2004.
- Selección de poemas, traducción al bengalí de Aparajit Chattopadayay, Ediciones Ibéricas, Calcuta, India, 2004.
- Anteparaíso, traducción al chino de Zhao Deming, Editorial de Yunan, República Popular China, 2001.
- Canto dei fiumi che si amano, traducción al italiano de Ignazio Delogu, Le Parole Gelate, Roma, 1993.
- Vorhimmel (Anteparaíso), traducción al alemán de Willi Zurbrugen, Da Verlag Das Andere, Núremberg, 1993.
- Purgatory, traducción al inglés de Jeremy Jacobson, LARL Press, Pittsburgh, 1986.
- Anteparadise, a bilingual edition, prólogo y traducción al inglés de Jack Schmitt, University of California Press, Berkeley, 1986.
- Anteparaíso, prólogo y traducción seleccionada al ruso de Yevgueni Yevtushenko, Inostronnaia Literatura, Moscú, 1986.

## Premios y reconocimientos
- 1988: Premio Pablo Neruda (Chile)
- 1994: Premio Pericles de Oro (Italia)
- 1995: Premio Municipal de Poesía de Santiago (Chile), por La vida nueva
- 2000: Premio Nacional de Literatura (Chile)
- 2002: Beca Künstlerprogramm DAAD (Berlín, Alemania)
- 2006: Premio de Poesía José Lezama Lima, por INRI (Cuba)
- 2012: Premio de la Crítica, por Zurita (Chile)
- 2015: Premio al Mérito Literario Internacional Andrés Sabella, en Feria Internacional del Libro Zicosur (Antofagasta, Chile)
- 2016: Premio Iberoamericano de Poesía Pablo Neruda (Chile)
- 2017: Premio José Donoso (Chile)
- 2018: Premio Asan Viswa Kavitha Puraskaram (India)[22]
- 2018: Premio de los Derechos Humanos Jaime Castillo Velasco, otorgado por la Comisión Chilena de Derechos Humanos
- 2018: Premio Internazionale di Poesia Alberto Dubito, Universita Ca' Foscari Venezia, Italia[23]
- 2020: Premio Iberoamericano de Poesía Reina Sofìa, España, Universidad de Salamanca
- 2020: Premio Internacional Mario Benedetti por la Defensa de los Derechos Humanos otorgado por la Fundación Mario Benedetti, Uruguay
- 2021: Premio Internazzionale di Poesia Violani Landi, Universita di Bologna
- 2022: Premio Internacional de Poesía Federico García Lorca[24]

### Reconocimientos académicos
- 1984: Beca Guggenheim
- 2015: Doctor honoris causa por la Universidad de Alicante, España[18]
- 2015: Profesor Emérito por la Universidad Diego Portales, Chile[25]
- 2015: Doctor honoris causa por la Universidad Técnica Federico Santa María, Chile[26][27]
- 2018: Doctor honoris causa por la Universidad de La Frontera, Chile[28]